# Єврейський цвинтар (Надвірна)
Єврейський цвинтар у Надвірній Івано-Франківської області був закладений як цвинтар сврейської громади,яка оселилася в місті відразу ж після його заснування (1578). Власники Надвірної магнати Куропатви запросили євреїв для розвитку торгівлі й надали їм особливі права та привілеї як незалежній громаді: дозволили селитися на окремій земельній ділянці, зводити божниці, лазню та закласти окописько (цвинтар). Поступово представники цієї нації опанували майже все господарське й фінансове життя міста. 
Щороку чисельність єврейського населення у Надвірній зростала. В 1754 тут проживало 165 сімей, у 1765 налічувалося 1 002 осіб, а в 1880 із 6 552 жителів міста євреї становили 4 182. Лише під час Першої світової війни єврейське населення із 6 062 осіб зменшилося до 2 042.
Цвинтар - єдина історична пам'ятка надвірнянських євреїв. Точний час його закладення невідомий. Раніше там налічувалося близько 500 надгробків (маців), сьогодні значна частина з них втрачена. Один з найдавніших пам'ятників датований 1649, велика кількість 1709. Діючим цвинтар залишався до Другої світової війни.
Сучасна територія кладовища - це велика необгороджена ділянка неправильної форми. В даний час тут налічується понад 100 поховань, на яких збереглися надмогильні пам'ятники - невисокі стели з викарбуваними давньоєврейською мовою написами. 
Останнім часом відреставровані два склепи із піщанику, де поховані великі знавці Тори рабин Мордехал (Mordechaili) та рабин Аарон Лейб. 

## Галерея

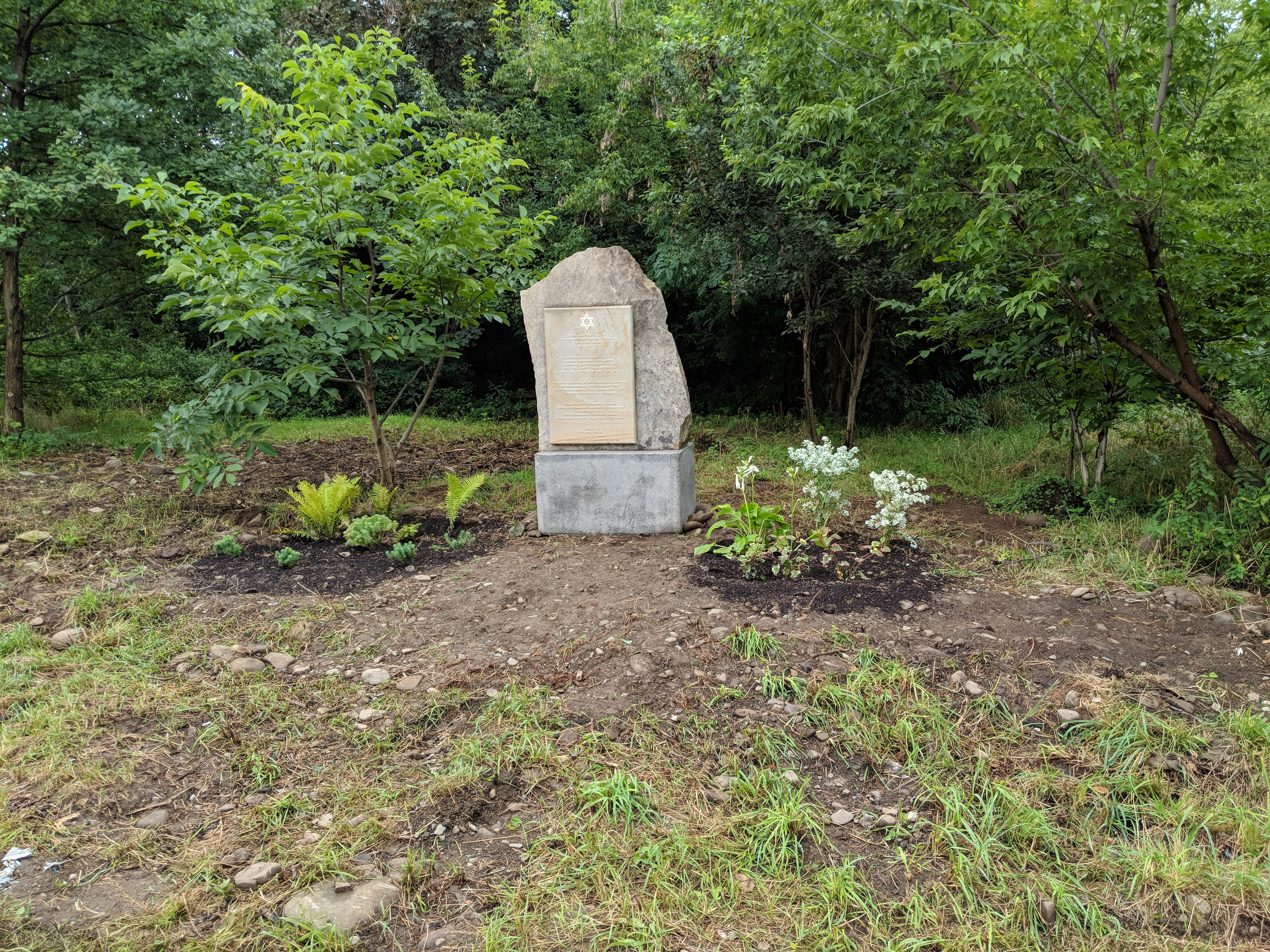
Меморіальний камінь на єврейському кладовищі, 2021